# El ángel en el reloj
El ángel en el reloj és una pel·lícula mexicana de 2017 pertanyent al gènere d'animació i aventures, produït per l'estudi Fotosíntesis Media i dirigit per Miguel Ángel Uriegas i escrit per Rosana Curiel.

## Argument
En el Mèxic contemporani Amelia és una petita nena, alegre i múrria, però el major desig de la qual en la vida és poder detenir el temps. El seu desig es deu al fet que la petita ha estat diagnosticada amb leucèmia, per la qual cosa desitja prolongar la seva vida.
En la cerca per aconseguir la seva meta, Amelia coneixerà a Malachi, un àngel que viu dins del seu rellotge de cucut. Malachi portarà a Amelia a recórrer els Camps del Temps en una aventura sense igual, on la petita serà acompanyada per les fades 'Aquí' i 'Ara'. Amelia per accident avaria el rellotge àngel, danyant greument la naturalesa del seu temps; llavors busca l'ajuda del mestre rellotger, l'os Balzac. A través de la seva aventura Amelia és enganyada pel Capità Maneta i s'enfronten al terrible vilà anomenat No temps, i només a través de grans sacrificis Amelia finalment descobrirà que el veritablement valuós són les coses meravelloses que tenim en el present, que moltes vegades no ens detenim a admirar i a agrair.

## Repartiment de veu
- Zoe Mora com Amelia.
- Erick Elías com Alejandro (papà d'Amelia).
- Laura Flores com Ana (mamà d'Amelia).
- Leonardo de Lozanne com Malachi, l'àngel del rellotge.
- Camila Sodi com	fada Martina.
- Sebastián Llapur com Senyor del passat.
- Mireya Mendoza com Aquí.
- Moisés Iván Mora com Ara.
- Gerardo Velázquez com Capità Manecilla.
- Mario Arvizu com Balzac.
- Daniel del Roble com No tiempo.
- Héctor Lee com Torque.
- Eduardo Tejedo com Señor rellotger.
- Héctor Lee Jr. com Engrane.

## Desenvolupament
El desenvolupament de l'àngel en el rellotge es va iniciar l'any 2017 per a una estrena a la fi del mateix any. La pel·lícula va ser creada amb la intenció de servir a la causa per als nens amb càncer.

## Llançament
Es va estrenar als cinemes de Mèxic el dia 25 de maig de l'any 2018 després de ser projectada al Festival Internacional de Cinema de Morelia el 22 d'octubre de 2017.